# Мелани Кост
Мелани Кост (Mélanie Coste, настоящее имя — Дельфин Декен (фр. Delphine Dequin), род. 31 марта в 1976 г., Бордо, Франция) — французская порноактриса, лауреатка премии Venus Award.

## Биография
Первоначально Кост работала в туристическом агентстве в регионе Бордо. В 2001 году она выиграла конкурс, организованный французским торговым журналом Hot Vidéo, и выиграла возможность позировать для эротической фотосессии. Вскоре после этого, она начала карьеру в фильмах для взрослых. В начале 2000-х она была одной из самых популярных порноактрис Франции благодаря своему образу «девушки по соседству».
С 2002 по 2003 год Кост работала эксклюзивным исполнителем по контракту с Marc Dorcel productions, который искал эквивалент Клары Морган. в 2003 году она получила премию Venus за лучшую женскую роль. Она также вела колонку о сексуальности для французской версии журнала FHM. В то время она была более года в отношениях с журналистом и телеведущим Филиппом Векки. Ушла из порно после того, как снялась в немногим менее 20 фильмах.

## Награды и номинации
| Год  | Церемония   | Результат | Номинация                        | Работа |
| ---- | ----------- | --------- | -------------------------------- | ------ |
| 2003 | Venus Award | Победа    | Лучшая французская актриса       | н/д    |
| 2004 | AVN Awards  | Номинация | Иностранная исполнительницa года | н/д    |
| 2005 | AVN Awards  | Номинация | Иностранная исполнительницa года | н/д    |